# Тростники (Московская область)
Тростники — деревня в Ступинском районе Московской области в составе Городского поселения Ступино (до 2006 года входила в Староситненский сельский округ). На 2016 год в Тростниках 1 улица, 2 переулка и 2 садовых товарищества. Впервые упоминается в 1852 году, как деревня Троснина. Деревня связана автобусным сообщением с соседними населёнными пунктами.
Тростники расположены на юге района, на правом берегу реки Каширки, высота центра деревни — 153 м над уровнем моря. Ближайшие населённые пункты: Колдино в 1,2 км на запад и Старая Ситня — около 1 км на юг.

## Население
| 2002 | 2006 | 2010 |
| ---- | ---- | ---- |
| 243  | ↗247 | ↘37  |